# Gestazione per altri
     Legale sia in forma retribuita sia altruistica
     Senza regolamentazione giuridica
     Legale solo in forma altruistica
     Permessa tra parenti fino al secondo grado di consanguineità
     Proibita
     Situazione non regolamentata/incerta

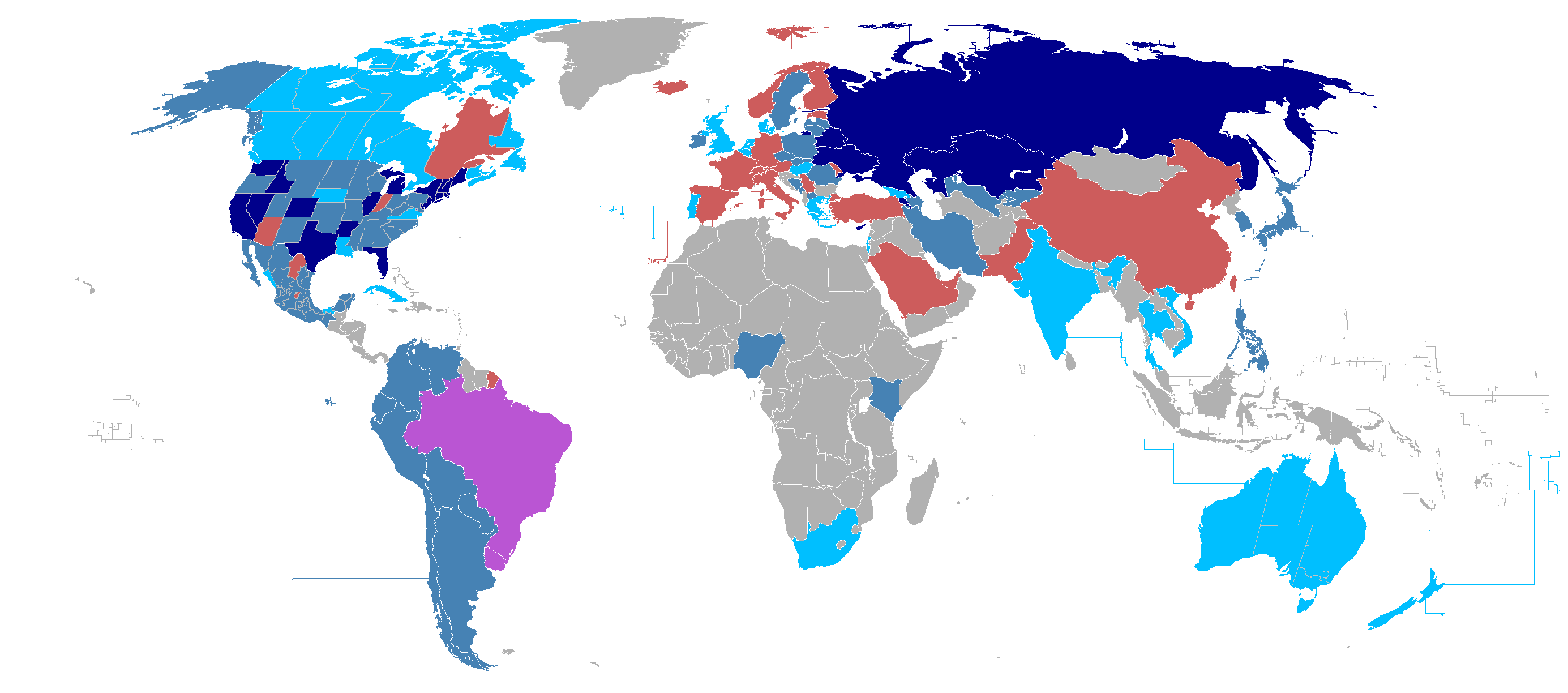
Status giuridico della gestazione per altri nel mondo:
Legale sia in forma retribuita sia altruistica
Senza regolamentazione giuridica
Legale solo in forma altruistica
Permessa tra parenti fino al secondo grado di consanguineità
Proibita
Situazione non regolamentata/incerta

La gestazione per altri (abbreviata in GPA), nota anche come maternità surrogata, è una forma di procreazione assistita in cui una donna (definita madre surrogata, gestante per altri) provvede alla gestazione per conto di una o più persone, che acquisiranno la responsabilità genitoriale nei confronti del nascituro.
Il ricorso a tale metodo viene solitamente sancito attraverso un contratto, in cui il futuro genitore (o i futuri genitori) e la gestante dettagliano il procedimento, le sue regole, le sue conseguenze, il contributo alle spese mediche della gestante e, solo in alcuni Paesi, l'eventuale retribuzione della gestante stessa per il servizio offerto: in quest'ultimo caso è usata anche la locuzione «utero in affitto», talvolta impropriamente con intento di indicare in senso negativo la surrogazione di maternità in generale. 
Ma tale affermazione non è evidentemente obiettiva, in quanto si potrebbe dire, dall'altro punto di vista, che la locuzione "maternità surrogata" è un termine improprio con l'intento di indicare in senso positivo la pratica dell'affitto dell'utero. 
Ci si riferisce alla surrogazione di maternità come "altruistica" per descrivere le leggi dei paesi dove non è permesso un contributo pecuniario alla gestante, come ad esempio negli Stati membri dell'Unione europea ove è legale la pratica; per contro, dove esistono leggi che permettono la remunerazione, essa si definisce "retribuita" o "lucrativa". In alcuni sistemi sono legali entrambi i tipi di pratica; in Russia e Ucraina ad esempio esistono norme che regolano sia la surrogazione altruistica che retribuita.
La fecondazione può essere effettuata con spermatozoo (gamete) e ovuli sia della coppia sterile sia di donatori e donatrici attraverso concepimento in vitro. La surrogazione di maternità si ha quando una donna si presta a portare a termine un'intera gravidanza, fino al parto, accogliendo un embrione generato su iniziativa di single o di coppie, normalmente incapaci di generare o concepire un bambino.

## Aspetti legali
In molti Paesi, la donna che partorisce un bambino ne è considerata la madre a tutti gli effetti, e gli accordi prenatali sulla futura nascita sono considerati nulli (come, ad esempio, in Italia). Alcuni Paesi (come ad esempio il Canada) ne proibiscono la forma retribuita ammettendone quella altruistica, gestita da agenzie specializzate che prevedono un rimborso per le spese mediche delle donatrici, oltre a tutti gli oneri dovuti alla pratica. Altri ancora invece, come di cui sopra, permettono entrambe le forme (Georgia, Ucraina, et alia).

### Grecia
Nel 2002 è stata introdotta in Grecia la legge 3089/2002 riguardante la riproduzione assistita, che incorporava regole specifiche per permettere la surrogata, dando a questa pratica una legittimazione legale.
Le leggi greche, comunque, permettono questa tecnica solamente nel caso in cui non ci sia alcun tipo di vincolo genetico tra la gestante e gli embrioni, e ne garantiscono l'accesso solo a donne impossibilitate a una gestazione autonoma, con prove mediche che lo confermino. È infine richiesto che entrambe le donne implicate nel processo siano residenti in Grecia.

### India
In India il processo di gestazione surrogata è legale, e ha un costo che oscilla tra i 20.000 e i 40.000 dollari. La legislazione di questo Paese è molto flessibile dal 2002, ed è nel 2008 che, con il caso Manji, la Corte Suprema indiana ha ufficializzato la legalità della maternità commerciale. Tuttavia, dal luglio 2013 è proibito nel paese ricorrere alla maternità surrogata per coppie omosessuali, single stranieri e coppie provenienti da paesi in cui questa pratica non è permessa.

### Italia
In Italia la surrogazione di maternità costituisce una pratica medica vietata con legge 19 febbraio 2004, n. 40, punita con la reclusione da tre mesi a due anni e con la multa da 600.000 a un milione di euro. Il divieto è stato confermato nel 2017 dalla Corte costituzionale, la quale ha peraltro considerato come la pratica di surrogazione «offend[a] in modo intollerabile la dignità della donna e min[i] nel profondo le relazioni umane».
Qualora si optasse di usufruire di questa pratica in Paesi esteri che lo permettono, si pongono alcuni problemi. Le norme italiane consentono il riconoscimento automatico dei genitori biologici e ammettono quindi la trascrizione dell'atto di nascita del neonato. Non sussistendo nell'ordinamento una norma che permetta il riconoscimento automatico del rapporto di genitorialità, si pone il problema del riconoscimento del legame familiare tra il/la figlio/a e il genitore non biologico (o genitore sociale); situazione che si verifica allorché l'ovulo o lo spermatozoo siano donati da un soggetto terzo. L'ipotesi è tipica delle coppie eterosessuali, quando la madre non è in grado di fornire l'ovulo alla donna portatrice, e delle coppie omosessuali.
Stante l'insussistenza di una disciplina che permetta l'instaurarsi del legame parentale tra il neonato e il genitore d'intenzione, alcune famiglie si sono rivolte alla magistratura evidenziando come il quadro normativo precluda il diritto del minore a vedere riconosciuto il suo rapporto con il genitore d'intenzione. Nel 2019, tuttavia, la Cassazione ha negato ad una coppia di uomini la possibilità di trascrizione anagrafica dell'atto di filiazione straniero (canadese) includente entrambi come padri. Il rapporto biologico era solo tra il neonato ed uno dei soggetti richiedenti, mentre la Cassazione ha ricordato che, invece, due donne possono avere entrambe un rapporto biologico con un figlio: l'una tramite il gamete, l'altra con la gestazione.
Il divieto di surrogazione di maternità entro i confini nazionali ha indotto alcune coppie italiane che non possono avere figli ad avvalersi della surrogazione di maternità in Paesi esteri in cui essa è consentita o legalizzata. Per arginare tale fenomeno, un gruppo di deputati di Fratelli d’Italia ha presentato un disegno di legge, approvato dalla Camera il 26 luglio 2023, con l'intento di rendere perseguibile il ricorso alla maternità surrogata anche se avvenuta all’estero.
Il 16 ottobre 2024 anche il Senato ha approvato tale disegno di legge, rendendo la maternità surrogata ufficialmente reato universale. L'aspetto dell'universalità previsto dalla legge italiana ha sollevato un dibattito profondo sia sul piano giuridico che su quello morale. L’introduzione del cosiddetto “reato universale” è un passo che, per molti, va ben oltre la volontà di regolare una materia complessa come la maternità surrogata. Sul piano legale la legge è stata criticata perché manca dell'elemento essenziale per l'universalità, ovvero l'illiceità in entrambi i Paesi coinvolti. Sul piano politico si denuncia uno sconfinamento nel terreno dell’arroganza normativa e della pretesa di stabilire ciò che è “moralmente accettabile” in ogni contesto, indipendentemente dal rispetto delle scelte individuali e delle libertà personali, facendo leva su un approccio populista.

### Regno Unito
Nel Regno Unito la surrogazione di maternità commerciale non è legale, mentre lo è la "forma altruistica", introdotta dal Surrogacy Arrangmements Act nel 1985. Il quadro giuridico che si era iniziato nel 1985 è poi andato raffinandosi in diverse modificazioni regolando soltanto il trasferimento di paternità in un tempo successivo alla nascita. Praticamente, è solo dopo la nascita del bambino che i coniugi che vogliono diventare genitori possono far richiesta di adozione.
I requisiti previsti sono i seguenti:
- I richiedenti possono essere sposati, in un'unione civile o conviventi (incluse coppie dello stesso sesso), o single.
- La gravidanza non può essere dovuta a un rapporto sessuale.
- Il bambino deve vivere con i genitori che ne fanno richiesta fin dalla sua nascita.
- Nel momento in cui viene avanzata la richiesta di trasferimento, almeno uno dei due genitori deve avere il domicilio nel Regno Unito.
- I richiedenti devono avere almeno una connessione genetica parziale con il bambino.
- La richiesta deve essere realizzata entro i 6 mesi che seguono la nascita del bambino.
- La gestante non può dare il suo consenso al trasferimento fino ad almeno 6 settimane dopo la nascita.
- Si deve dimostrare che non c'è stato nessun interscambio di denaro al di fuori delle ragionevoli spese del processo.[9]

La legge prevede il divieto dell'interposizione o intermediazione di soggetti terzi con scopo di lucro, l'inesigibilità dei contratti di surrogazione fra privati, e sottopone al sindacato di merito del giudice l'entità di qualsiasi trasferimento economico esistente fra le due parti, limitandosi ad un "ragionevole rimborso" delle spese sostenute. Le domande di surrogazione sono prese in carico ed evase da una pluralità di organizzazioni senza scopo di lucro.
L'Human Fertilisation and Embryology Act 2008 dispone che per ogni caso sia necessaria un'ordinanza del giudice che trasferisca la "piena titolarità" dei diritti del minore in capo alla famiglia surrogante. Fino a tale termine, il neonato è figlio della madre surrogata e di suo marito o del di lei partner, a tutti gli effetti di legge. Il trasferimento è subordinato alla verifica di una serie di requisiti di legge, in assenza dei quali la famiglia surrogante si vede negare la potestà genitoriale, per cui spesso opta per l'alternativa dell'adozione che non contempla tali condizioni, se questa è concorde e non si oppone.
La giurisprudenza, tuttavia, si trova anche a dover regolare le casistiche nelle quali l'accordo verbale fra le parti sia per qualche motivo venuto a mancare.
La Law Commission, organismo creato per la semplificazione normativa, ha avviato una fase di consultazione pubblica in materia di maternità surrogata, introdotta a fine 2017 nel 13º programma di riforme.

### Russia
La maternità surrogata, incluso quella commerciale, è legale in Russia, e accessibile praticamente a tutti i maggiorenni, in relazioni eterosessuali, che desiderino diventare genitori.
In Russia il primo programma di surrogazione di maternità è stato condotto nel 1995 presso il Centro per la fecondazione in vitro, insieme con l'Istituto di Ostetricia e Ginecologia di San Pietroburgo.
Le trascrizioni nei registri dei bambini nati attraverso la surrogazione di maternità sono regolamentate dal Codice della Famiglia (articoli 51 e 52) e dalla Legge degli Atti dello Stato Civile (articolo 16). La madre surrogata deve dare il suo consenso affinché il nascituro venga registrato. Per questo processo non è necessaria né una risoluzione giuridica, né un processo di adozione. Il nome della madre surrogata, comunque, non compare nel certificato di nascita. Non è obbligatorio che il bambino abbia un vincolo genetico con almeno uno dei genitori richiedenti. I bambini nati dalla surrogazione di maternità per richiesta di persone single o coppie di fatto eterosessuali vengono iscritti per analogia della legge (articolo 5 del Codice della Famiglia), anche se potrebbe essere necessaria una risoluzione giuridica.
La legislazione in vigore ha reso la Russia una destinazione attraente per gli individui che viaggiano all'estero alla ricerca di tecniche non disponibili nei propri Paesi d'origine. In Russia, gli stranieri godono degli stessi diritti sulla riproduzione assistita dei russi. Entro i tre giorni successivi al parto, la coppia committente riceve il certificato di nascita russo, nel quale i due risultano come padre e madre.

### Spagna
In Spagna i contratti prenatali sulla gestazione e la prole sono considerati nulli, per cui i nascituri sono legalmente figli dei genitori biologici, secondo l'articolo 10 della legge 14/2006, del 26 maggio, sulle tecniche di riproduzione assistita. Tuttavia, in Spagna, l'affidamento di un bambino nato mediante surrogazione di maternità a favore dei genitori che ne hanno fatto richiesta è possibile, se si possiede una serie di requisiti (stabiliti dai provvedimenti della Direzione Generale dei Registri e del Notariato del 5 ottobre 2010 sul regime di registrazione della filiazione dei nascituri tramite sostituzione gestazionale).

### Stati Uniti
Negli Stati Uniti d'America sono otto gli Stati in cui è legale ricorrere alla surrogazione di maternità. Lo Stato federato che ha regolamentato per primo questo processo è quello della California.

### Ucraina
La maternità surrogata, inclusa quella commerciale, è legale in Ucraina. Il nuovo codice della Famiglia (art. 123, punto 2) dispone che, nei casi in cui l'embrione generato da due coniugi viene trasferito a un'altra donna, sono comunque i due coniugi i genitori riconosciuti del bambino. Il punto 3 dell'articolo permette inoltre ai coniugi di ricorrere alla fecondazione in vitro con ovociti donati. In qualunque caso, avendo dato il loro consenso all'applicazione delle tecniche di riproduzione assistita, è riconosciuta ai coniugi la piena potestà genitoriale sui bambini nati da queste tecniche. L'aspetto medico di questa questione, invece, viene regolato dall'Ordine del Ministero della Salute ucraino nº 771, del 23 dicembre 2008.
In seguito alla nascita del bambino, la coppia ottiene il certificato ucraino di nascita, nel quale i due risultano il padre e la madre. Nei casi in cui si è fatto ricorso a una donazione, non assume alcuna importanza la relazione genetica "incompleta" con il nascituro.
Il Paese, inoltre, è una delle mete più gettonate per le coppie italiane che decidono di ricorrere alla surrogazione di maternità, dati i suoi costi piuttosto accessibili, rispetto a quelli americani.
Nel 2013 la Risoluzione del Ministero della Salute dell'Ucraina n. 771 ha perso la sua forza con l'emanazione di una nuova legge. Ora la maternità surrogata e la donazione di ovuli in Ucraina sono regolate dalla Risoluzione del Ministero della Salute dell'Ucraina n. 787.

## Statistiche
Nel 2014, in Spagna, l'80% dei bambini nati tramite la maternità surrogata e iscritti in seguito nel registro civile erano nati su iniziativa di coppie eterosessuali.
Nel 2016, secondo quanto riportato da una delle maggiori cliniche statunitensi specializzate nel settore, negli Stati Uniti d'America su dieci gravidanze surrogate sette erano destinate a coppie eterosessuali mentre le restanti tre a single o alle coppie omosessuali.
In Italia, al 2023, su una media di 250 gravidanze surrogate annue avvenute all'estero e successivamente registrate nel registro civile circa 9/10 erano destinate a coppie eterosessuali mentre le restanti a coppie omosessuali.

## Richieste di abolizione universale
Nel febbraio del 2016 si è tenuto a Parigi un convegno per l'abolizione universale della surrogazione di maternità, organizzato da associazioni femministe francesi e patrocinato dall'Assemblea nazionale, al quale hanno aderito ricercatrici, giuriste, medici e attivisti per i diritti umani di tutto il mondo. A conclusione dei lavori dell'assemblea, è stata formulata la richiesta formale perché la pratica della maternità surrogata venga proibita e resa illegale in tutto il mondo. Il documento presenta forti riferimenti al lucro e allo sfruttamento e ritiene tale pratica disumanizzante e contraria alla dignità e ai diritti delle donne e dei neonati.
Anche la Chiesa cattolica si è espressa contro tale pratica e Papa Francesco ha auspicato che venga dichiarata illegittima in ambito internazionale.

## Questione terminologica
La locuzione utero in affitto è spesso utilizzata dai detrattori della pratica. È considerato un termine improprio, in quanto non onnicomprensivo e talvolta legalmente errato; inoltre, è percepito come offensivo da talune persone che abbiano usufruito o meno della pratica. Le locuzioni "surrogazione di maternità" e "gestazione per altri" sono invece termini denotativi e non connotativi, nel senso che non contengono un giudizio di valore, e sono entrambe diffuse.

## Nei media
- La maternità surrogata è il tema trattato nella telenovela brasiliana Atto d'amore, nella serie TV statunitense The New Normal e nel film italiano Il filo invisibile.
- Nella sit-com Superstore Dina Fox porta avanti una gestazione surrogata retribuita per conto di Glenn e Jerusha Sturgis.